# BYD S8
O BYD S8 é um carro esportivo convertível fabricado pela montadora chinesa BYD Auto. O veículo foi apresentado pela primeira vez como um protótipo no Salão do Automóvel de Xangai em 2006, onde era inicialmente conhecido como F8.

## Visão geral
Características e Design

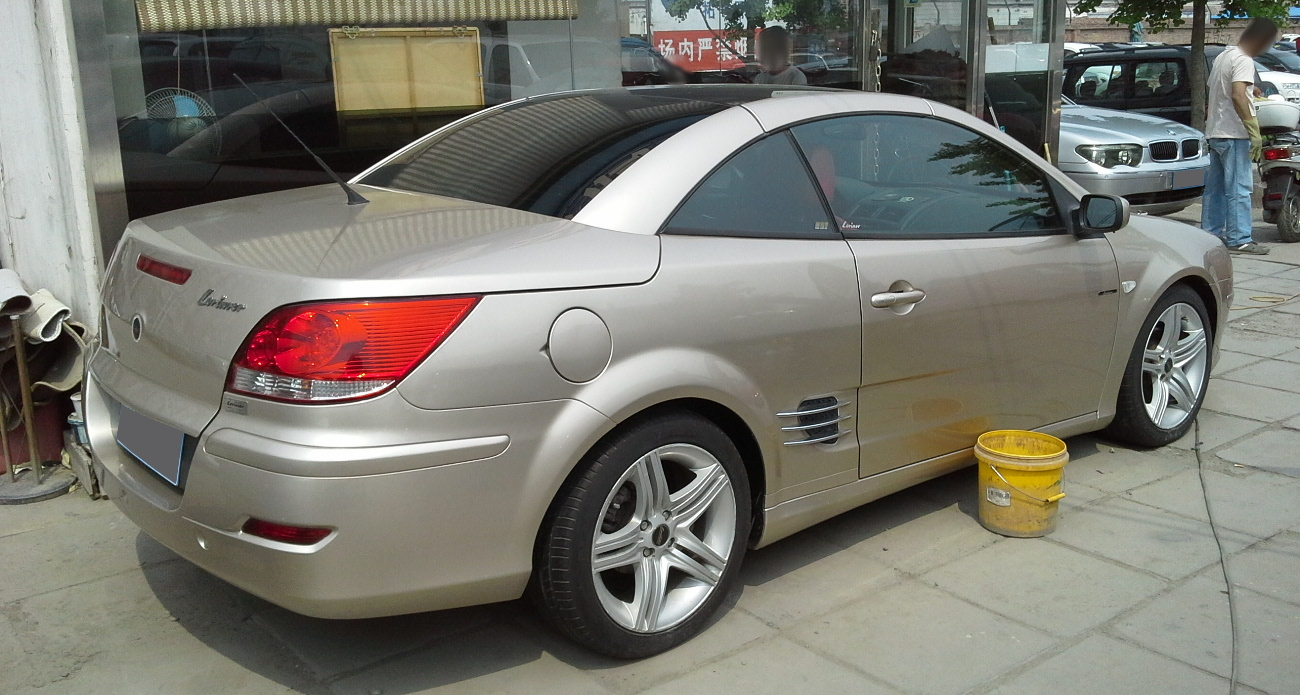
A parte traseira BYD S8

O BYD S8 apresenta um teto rígido retrátil em aço, combinando a robustez com a conveniência de um conversível. O design do S8 mostra claras influências de outros modelos europeus: a parte traseira compartilha semelhanças com o Renault Mégane CC, enquanto a dianteira traz elementos visuais que lembram o Mercedes-Benz CLK.
Motorização e Desempenho
Equipado com tração dianteira, o BYD S8 é impulsionado por um motor de 4 cilindros de 2.0 litros. Este motor é projetado para oferecer uma combinação de eficiência de combustível e desempenho.
Mercado e Distribuição
O BYD S8 foi comercializado principalmente na China com foco em design esportivo e preço acessível, 

## Vendas
Em 2009, o carro foi vendido em 96 unidades, e apenas sete carros foram vendidos no ano fiscal completo de 2010. A produção já cessou. No total, o carro foi vendido em apenas 103 unidades.